# بگیر و رها کن (فیلم ۲۰۰۶)
بگیر و رها کن (به انگلیسی: Catch and Release) فیلمی محصول سال ۲۰۰۶ و به کارگردانی سوزانا گرانت است. در این فیلم بازیگرانی همچون جنیفر گارنر، تیموتی اولفینت، کوین اسمیت، سام یاگر، فیونا شو، جولیت لوئیس و تینا لیفورد ایفای نقش کرده‌اند.